# الإدراك الاجتماعي للفرد

شخصان يتحدثان

الإدراك الاجتماعي للفرد (بالإنجليزية: Social perception or person perception)‏ يعني، ببساطةٍ، إدراك التفاعلات الاجتماعية. وأما أهداف الإدراك الاجتماعي فهي علاقة الشخص مع الآخرين بما في ذلك إدراكه الجماعات والمؤسسات الاجتماعية. وتتمحور دراسة الإدراك الاجتماعي حول العملية الفعلية للإدراك.

## معنى الإدراك الاجتماعي
يحدث الإدراك الاجتماعي في موقف اجتماعي حيث يتفاعل شخصين أو أكثر مع بعضهم البعض ويدرك كل منهم سلوك الآخر وأنشطته واستجاباته فيما يتعلق بالموقف الاجتماعي؛ حيث يدرك شخصين أو يحكمان على الوضع الذي يحدد الكيفية التي سوف يتصرفان ويتفاعلان، من خلالها، في ذلك الموقف بالذات.
فلنفترض تقابل شخصين في نادي وتصرف «س» تصرفًا يُغضب «ص». وبذلك حكم «ص» على «س» بأنه لا يرحم وعنيد ومتغطرس. لو لم يحدث هذا الحادث فإنه لم يكن ليتصور منه ذلك أو لم يكن ليتصرف معه هكذا تصرف وربما قد تغير تصوره عن الشخص تماما.
وهكذا عقد تاجيوري وبيترولو (1958) «خلال وجوده وسلوكه في الحالة الإدراكية للآخر، الملاحظ قد يغير الخصائص الإدراكية لصاحب الحالة الذي يحاول الملاحظ الحكم عليها». فجوانب الإدراك الاجتماعي للـ«ملاحظ» و«الملاحظ عليه» مهمة.
حيث من المتوقع من كلاهما التغيير في مسار تفاعل الإدراك الاجتماعي حيث أنها ليست جامدة فتصور الشخص يتغير من وقت لآخر وذلك بسبب عدة عوامل داخلية وخارجية. دقة الإدراك الاجتماعي ضروري لأنه من الصعب العمل والحياة معاً إذا كان إدراك الاخرين غير دقيق.
يبدأ كل رد فعل اجتماعي مع إدراك الأفراد أو الجماعات الأخرى. ولذلك فإن مشكلة الإدراك هي في التفاعل الاجتماعي أساسا، فعندما تلتقي شخص وتتتحدث معه في سوق فهناك إدراك وتفاعل اجتماعي. كيف يكسب الناس معرفة وفهم الآخرين؟ من خلال الإدراك الاجتماعي؛ فالإدراك الاجتماعي يعني تصورات الأفراد الآخرين والمجموعات والأشخاص في موقف اجتماعي أو في سياق اجتماعي لمعرفتهم وفهمهم. يقول هايدر «إنها الميل إلى رؤية الأشخاص وليس المواقف أو سبب التصرف».
الطريقة التي يستجيب فيها الشخص لتصرفات شخص آخر يتأثر بكيف يدرك أو يفسر سبب هذا السلوك. في النظرة الاجتماعية تولى أهمية كافية لسلوك الإنسان وآثاره الأشخاص الموجودين في البيئة وأهمية ضئيلة جدًا تولى لسياقها الظرفي. وبالتالي في الإدراك الاجتماعي يُعطي الفرد أو الشخص أهمية وكل الأحداث تبدو تحت سيطرة الشخص نفسه. وباختصار، فإن إدراك السلوك المتعلق بأعضاء المجتمع الآخرين يسمى الإدراك الاجتماعي.

## دقة الإدراك الاجتماعي
تسمى دقة الإدراك الاجتماعي حساسية اجتماعية والبصيرة الاجتماعية والتعاطف، فعندما يصبح التفاعل الاجتماعي غير دقيق فإن العمل والحياة معًا ستكون صعبة، لذا لكونه ناجحا في المجتمع ينبغي أن يكون الإدراك الاجتماعي للمرء دقيق. فتشير الدراسات إلى أن الذين يسعون إلى تقديم إدراك دقيق للسلوك الاجتماعي أكثر كفاءة من المجموعات المكونة من الأعضاء لديهم إدراك أقل دقة.
وبالمثل في مجموعة صغيرة، فإن الإدراك الدقيق للقائد عن زملائه في العمل يزيد من فاعلية الفريق. ويعطي المجتمع قبول أكبر لأولئك الذين يتخذون تصورات دقيقة وفعالة للأفراد وسلوكهم في المجتمع؛ فعندما يتصور شخص تصورًا خاطئا عن الناس فإن المجتمع غالبًا لا يتقبله. ويأتي الإدراك الاجتماعي من خلال دراسة السلوك الاجتماعي والشخصي. وبحسب شتاينر، فإن دقة الإدراك الاجتماعي مرتبط بالسلوك الاجتماعي الفعال.
فالكفاءة في السلوك بين الأشخاص تساعد في المشاركة بفعالية أكبر في النشاط الجماعي والمناقشة الجماعية. عندما تُدرك مزايا أعضاء الجماعة ذات الصلة لأنشطة المجموعة بدقة فإنه بذلك فقط يؤدي الإدراك الاجتماعي الدقيق إلى زيادة العلاقة الشخصية والكفاءة وفعالية المجموعة. إذا أدرك الطبيب المريض العقلي إدراكًا غير دقيق فإن التشخيص والعلاج سيصبحان غير صحيحين. ولكن عند القول في مستشفى أن تصور الطبيب عموما أنه غير سعيد ويريد أن يترك العمل فإن هذه ليست وظيفة المستشفى.

## العوامل المؤثرة على الإدراك الاجتماعي
ويصبح الإدراك الاجتماعي في بعض الأحيان منحازًا وخاطئًا بسبب المكانة الاجتماعية والمركز الرفيع في المجتمع والمسؤولية أعلى والثروة والطبقة العليا والوضع الاجتماعي الاقتصادي المرتفع. ويتأثر أيضًا بالمزايا البدنية والجاذبية والسلطة والتعليم، إلخ.
الأشخاص الجذابون ذوو المكانة العالية الذين يعملون في وظائف مهمة، يُنظر إليهم عموما أنهم أكثر مسؤولية عن أعمالهم من الأشخاص الغير فعالين ذوي الحالة المتدنية، تقدم الدراسات دعمًا لوجهة النظر هذه.
وبالمثل، فإن الناس الذين يظنون أنهم أقوياء في التحكم في مصيرهم وتصرفاتهم يرون الآخرين مسيطيرين على مصائرهم. ومن ناحية أخرى، فإن الأشخاص الذين يشعرون بقوة أقل أو ضعف يظنون أنه أحداث خارجية تتحكم بالاخرين. وبحسب مان، «فإن إدراك العلاقة السببية الاجتماعية يتأثر بتقييم الضغوط الظرفية وحالة الشخص والحكم الشخصي.»
كل من الثقة والعلاقة الشخصية والارتباط الوثيق مع الشخص تؤثر أيضا على الإدراك الاجتماعي فينظر للغريب بنظرة تختلف عن الشخص المعروف. في حين أن الثقة والعلاقة الشخصية الطيبة تؤدي إلى التصورات الاجتماعية الإيجابية فإن انعدام الثقة والريبة والتحيز والتحامل تؤدي إلى الإدراك الاجتماعي السلبي.
كما لا يمكن التقليل دور الحاجة والقيمة والخبرة السابقة في الإدراك الاجتماعي. فتتأثر مشاعر الامتنان بإدراك شخص. «س» الملزم ب«ص» دائما يدرك أن «ص» أفضل شخص مقارنة بغير الملزم. وعلاوة على ذلك يصبح الإدراك أكثر إيجابية عندما يدرك أن الجميل والواجب متعمدا بدلا من أن يكون غير متعمد.
إدراك أن شخصا ما قام به شيئا عمدا يتطور خلال مرحلة الطفولة المتوسطة، وقد وجد بياجيه أن الأطفال دون سن السابعة يميلون إلى اعتبار هذا العمل ضار أو خطر من مقدار الضرر الذي تسبب بها، ولكن الأطفال الأكبر سنا يحكمون على مثل هذه التصرفات من الماضي ونية الشخص المسؤول عن العمل،
و حالة الشخص تؤثر على حكمهم. عموما ينظر أن لدى الشخص ذو المكانة العالية نوايا حسنة في كل ما يفعل من مقارنة بشخص له مكانة منخفضة.
إن إدراك النية في الإدراك الاجتماعي يلعب دورا رئيسيا بوصفها رد فعل واحد وتقييمات ذاتية وتتأثر بعمل آخر. عندما يضاف حسن النية إلى عمل فرد فإن إدراك الشخص يصبح إيجابيا وأما عند إضافة نية سيئة فإن إدراك الشخص يصبح سلبيا.
عندما يكون عمل وسلوك شخص يجعل من حياة شخص اخر صعبة ومؤلمة فإن شخص ما يحاول معرفة ما إذا كان هذا السلوك عمدا أو سهوا أو بسبب الصدفة أو القدر وإدراك الشخص يتحدد وفقا لذلك. وهكذا فإن سياق العمل يؤثر على إدراك نوايا الشخص.
عندما تدرك أن أحدا يفعل شيئا جيدا بالنسبة لك دون الحصول على أي مصلحة ولكن عفويا ومن المودة أو السخاء سينظر إليه على أنه مقبول جدا وسينهال المديح عليه. نستطيع أن نعرف ما إذا كان عمل الفرد متعمد أو عرضي بمعرفة أحد بمهارة وقدرة الشخص.
التبرير أيضا هو عامل آخر يؤثر على الإدراك الاجتماعي. فتبرير التصرف الاجتماعي يعتمد على الدرجة التي يقف عليها التصرف، إذا كان التصرف ينتهك المعايير الأخلاقية أو ينحرف عن قواعد المعايير الاجتماعية والعادات والتقاليد فإنه لا يقف على أرضية كافية ومن ثم فإنه مضطر للقيام بتصرف سلبي بسبب دوافع معينة خارجة عن إرادته.
و هذا التصرف قد يُنظر إليه بشفقة وغالبًا ما يعفو عنه المدرك. إذا لم يتوقف سائق الحافلة بالقرب من محطة الحافلات لأنها مكتظة ولا يوجد راكب يريد النزول هناك فيُنظر عمله بالتبرير على الرغم أنه ليس قانوني، لكن في حال عدم توقف سائق الحافلة في المحطة تعسفيا بلا أسباب واضحة فإن ذلك غير مبرر.
و من هنا فإنه يُنظر إلى نفس التصرف نظرة مختلف بحسب الأسباب التي في خلفيتنا. الشخص ذو المكانة العالية يسمح للملاحظ إدراك تصرفه كإدراك اجتماعي مبرر تتعامل مع تأثير إدراك الشخص على التفاعل البشري والمحددات الاجتماعية لإدراك الشخص.
انها تتعامل على نطاق واسع مع دور الحكم الدقيق في التفاعل الإنساني وإدارة الانطباع وتفسير العلاقة السببية الاجتماعية.
الغرض الرئيسي من الإدراك الاجتماعي معرفة الدوافع ومواقف الأشخاص الآخرين في التفاعل الاجتماعي، كما يهدف إلى إسناد مستوى من المسؤولية والتعمد والتبرير إلى تصرفاتهم،
من خلال عملية الإسناد تبذل المحاولات لمعرفة سلوك شخص اخر وإقامة معنى له. عندما ينظر للتصرفات أن تكون من دون نوايا وبسبب متطلبات ظرفية، تولى أهمية أقل للشخص وكما هو معروف أقل جدا حول الشخص.
ومن الحقائق الثابتة أن حكم الآخرين يتأثر بقوة من حيث قيمة وجاهتهم أو الانطباع الذي يقدمه الملاحظ. فبعض الناس يحاول أن يكون مؤثراًجدا باستخدام عدة اساليب، وفي مثل هذه الحالات يصبح إدراك الشخص خاطئ بسبب خطأ في الحكم.
أختتم بياني عن الأخطاء في الإدراك الاجتماعي حيث يقول مان، «الخطأ في الحكم بسبب التعميم الخاطئ من معلومات محدودة أو غير دقيقة والاعتماد المفرط على الإدراك الذاتي والميل للتأكيد على دور الشخص في التصرف على حساب المحددات الظرفية. يمكن أن ينظر إلى عمليات مختلفة من الإدراك الشخصية، بما في ذلك إسناد السببية والتصنيف والتنميط والانطباعات كجزء من التحرك العام لتبسيط وتكوين معنى من بيئة متغيرة جدا، وإعطاء بعض النظام إلى العديد من التجارب والأحداث».
وفي تعليقه على النظرة الاجتماعية غاردنر ميرفي «، وفي ضوء عشرة اتجاهات قوية في السنوات الأخيرة لرفع مشكلة علم النفس الاجتماعي من مستوى السلوك إلى مستوى الوعي للواقع الاجتماعي والحاجة إلى نظرية معقولة لعملية الإدراك الاجتماعي التي أصبحت حتمية.»
وقد أنشأ علماء نفس الشخصية أن شخصية المرء تحدد إدراكه، ونحن لا ننظر للمحفزات كما هي ولكن كما نحن. في ضوء هذه النتائج لقيت مشكلة الإدراك الاجتماعي اهتماما إيجابيا من علماء النفس.

## العوامل الهيكلية والوظيفية للإدراك الاجتماعي
وفقًا لكوبوسوامي فإن جل الإدراك يعتمد على تفاعل ثلاثة عوامل:
(أ) التحفيز المنطقي.
(ب) حافز القوى الميدانية.
(ج) كائنات القوى الميدانية.
فإن القيمة الاجتماعية للكائن والحاجة الفردية لكائن بقيمة اجتماعيا يؤثران على إدراك المرء. وتسمى أيضا هذه العوامل التي تحدد الإدراك الاجتماعي المحددات السلوكية.

## الإطار المرجعي
يؤثر أيضا على الإدراك وهو خلفية التحفيز الذي يؤثر في سلوك المرء في تحفيز معين. يبرز الإطار المرجعي أهمية عامل نظام العلاقات الوظيفية التي تؤثر على إدراكنا في وقت معين.
وتعمل العوامل الخارجية والداخلية للإدراك بطريقة مترابطة في وقت معين باعتباره إطار مرجعي للخبرة والسلوك في السؤال. إدراك الجيد والسيء وطويل القامة وقصير ونحيل وبدين هو نسبي في الإدراك.
تشير دراسة برونر وروتر لحجم النقود إلى دور الحاجة والدافع في تصور إدراك الملاحظ. في هذه الدراسة، يميل الأطفال الفقراء للحكم على القطع النقدية لتكون أكبر من أقراص لها ذات الحجم. وخلصت الدراسة إلى أن القيمة الاجتماعية على للكائن وحاجة الفرد لها نفس التأثير على إدراك المرء.
نظرًا لأن الإدراك انتقائي وظيفيا فدور الحاجة والقيمة والتجارب السابقة للملاحظ على المبدأ واضح.
و نادرا جدا ما تظهر الأمور . يتلون إدراك الشخص بالإطار المرجعي وعواطف ومزاج الشخص الذي يدرك. يقال أن كل العالم المعرفي للشخص الذي لديه حاجة ملحة للأمن ستُنظم على أساس مختلف تماما عن الشخص الذي لا يسعى إلى الطمأنينة.
ينظر العدوين إلى سلبيات بعضهما بينما ينظر الأصدقاء إلى إيجابيات بعضهما.
مع الحفاظ على نفس التحفيز فإنه في حال تم تغيير الأشخاص فالإدراك أيضا يتغير. فنفس الشخصين اللذين كانا أصدقاء في الماضي ويمتدحا بعضهما أصبحا يريان السلبيات في كل منهما عندما أصبحوا الأعداء، ويحدث هذا في الأشخاص من مختلف الأحزاب السياسية الذي يتغيرحزبهم وقت الانتخابات لعدم الحصول على التذاكر.
حالما يصبح أفضل الأصدقاء ألد الأعداء عند عدم الوفاء باحتياجاتهم الشخصية والمصالح الخاصة وحتى تغير الإطار المرجعي، ولذلك يقول شريف وكانتريل «يستخدم مصطلح الإطار المرجعي ببساطة للدلالة العوامل الوظيفية ذات الصلة التي تعمل في الوقت الراهن لتحديد ظواهر النفسية معينة مثل إدراك الحكم والوجدان.»
استخدم شريف مصطلح «مرسى» لشرح مفهوم الإطار المرجعي، فالمرسى هي نقطة مرجعية عظيمة حيث يعطي أهمية للإدراك وهو المعيار الذي يؤثر على ما يدركه المرء. وقد يكون ذلك راجعا إلى عوامل خارجية وداخلية أو بسبب العوامل المشتقة اجتماعيا.
و قد يعاد تنظيم الإدراك برمته وفقا للعوامل الشخصية والوظيفية والاجتماعية. قد تنظم العوامل المشتقة اجتماعيا مثل عادات الجماعة وضغوطها إدراك المرء. وتعبيرات الوجه قد تؤثر أيضا على الإدراك الاجتماعي، وقد قدم جيتس إفادة على النمو الإدراك الاجتماعي باستخدام صور فوتوغرافية لتعبيرات الوجه.
وأخيرا قد يكون الإدراك الاجتماعي ذا صلة بالطريقة التي يدرك المرء فيها الأفراد باعتباره عضوًا في مجموعات. في الهند وفي أماكن أخرى يُدرك وضع الناس من ملابسهم لأن الناس من مختلف أوضاعهم يستخدمون أنواع مختلفة من اللباس. حيث يرتدي منسوبي الجيش والبحرية والشرطة وقسم البريد في السكك الحديدية وحتى الأطباء الزي الذي يمكن للمرء أن يدرك فورًا وضعهم الوظيفي.
في الجيش، والقوات البحرية، القوات الجوية والشرطة العاملين في أوضاع مختلفة يستخدمون أنواع مختلفة من الثياب وشارات مختلفة. أصبح الإدراك الاجتماعي شديد التعقير بسبب تأثير العوامل المختلفة عليه.